# Viola chamaedrys
Viola chamaedrys är en violväxtart som beskrevs av Leybold. Viola chamaedrys ingår i släktet violer, och familjen violväxter. Inga underarter finns listade i Catalogue of Life.